# Стокке, Регина
Регина Стокке (норв. Regine Stokke; 6 июня 1991, Кристиансунн, Норвегия — 3 декабря 2009, Кристиансунн, Норвегия) — норвежский блогер, писавшая о своём опыте борьбы с лейкемией. Стокке скончалась в 18-летнем возрасте. После её смерти её блог был опубликован в формате книги.

## Биография
Регина Стокке родилась в 1991 году в Кристиансунне. В августе 2008 года у неё был диагностирован острый миелобластный лейкоз. В ноябре того же года она начал вести блог под названием «Взгляни в глаза своему страху» о борьбе с болезнью. Регина перенесла химиотерапию, в результате которой лишилась волос, и пересадку костного мозга.
Несмотря на тяжесть своего состояния, она старалась вести активный образ жизни и встречаться с друзьями. В марте 2009 года её номинировали на молодёжную премию Кристиансунна. Блог девушки привлёк внимание к лейкозу. Под его влиянием увеличилось число людей, готовых быть донорами костного мозга. Было также открыт благотворительный счёт для сбора средств на лечение девушки и других людей, страдающих лейкозом. Статьи о ней вышли на страницах норвежских газет Dagbladet и Tidens Krav. Dagbladet удостоила Регину звания «Имя года-2009». В апреле 2009 года открылась фотовыставка работ Регины в Сюрнадале в рамках фестиваля Nordic Light.
Стокке умерла 3 декабря 2009 года в своём доме в Кристиансунне. Ей было 18 лет. После её смерти её блог был опубликован в формате книги. Это было желанием самой Регины.